# Glyphostoma purpurascens
Glyphostoma purpurascens is een slakkensoort uit de familie van de Clathurellidae. De wetenschappelijke naam van de soort is voor het eerst geldig gepubliceerd in 1871 door Dunker.